# Evangelische Kirche (Epterode)

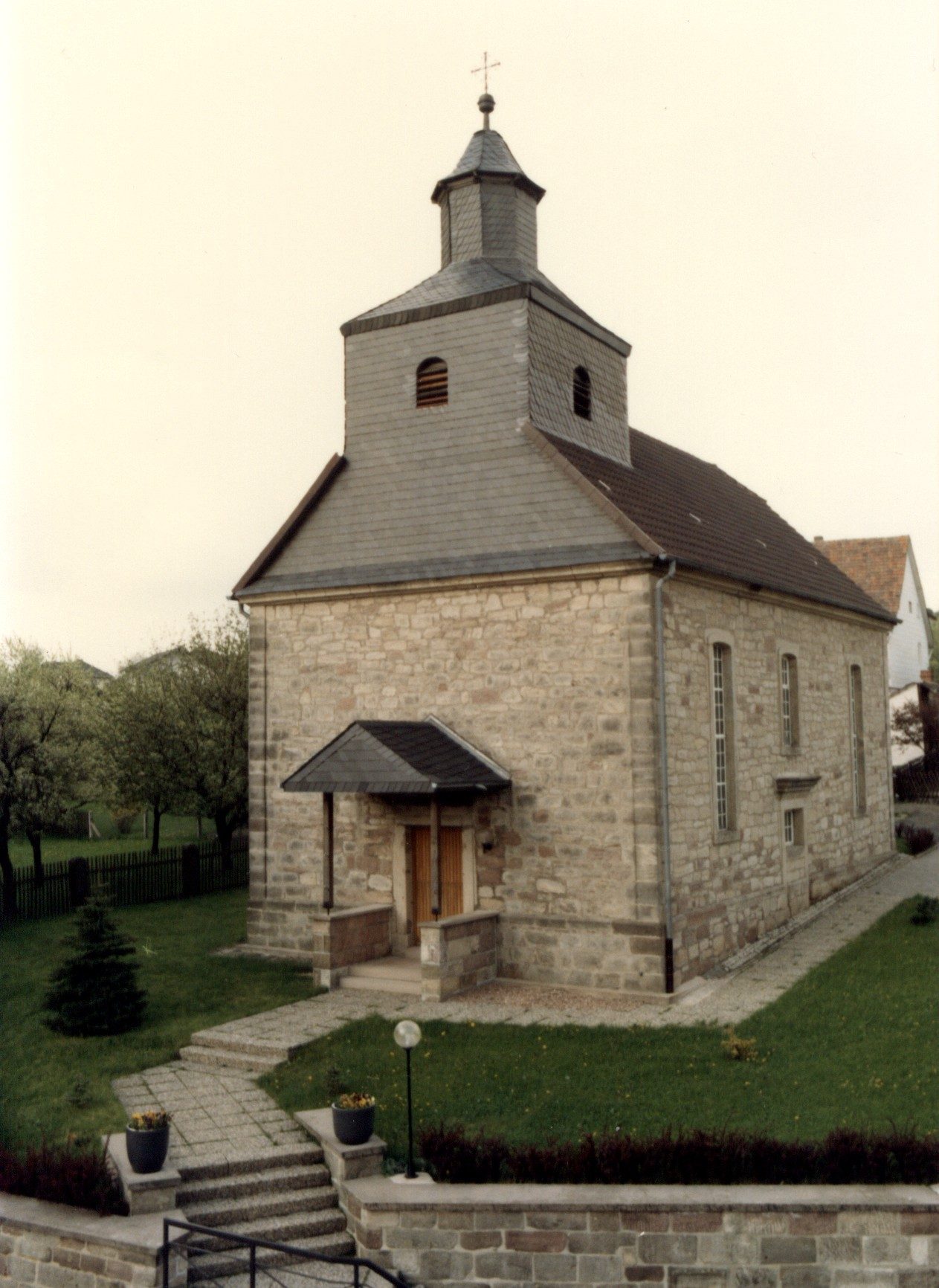
Evangelische Kirche Epterode

Die Evangelische Kirche Epterode ist ein denkmalgeschütztes Kirchengebäude, das in Epterode steht, einem Ortsteil der Gemeinde Großalmerode im Werra-Meißner-Kreis (Hessen). Die Kirche gehört zur Kirchengemeinde Großalmerode im Kirchenkreis Werra-Meißner im Sprengel Kassel der Evangelischen Kirche von Kurhessen-Waldeck.

## Beschreibung
Epterode hatte bereits im 11. Jahrhundert eine Kirche oder Kapelle. Von ihrer Existenz zeugt eine Sandsteinplatte aus dem 16. Jahrhundert auf der Altarstufe. Die heutige Kirche aus Bruchsteinen wurde 1733 fertig gestellt und eingeweiht. Aus dem Satteldach des Kirchenschiffs erhebt sich im Westen ein schiefergedeckter, mit einer Laterne bekrönter Dachturm, der den Glockenstuhl hinter den Klangarkaden beherbergt. Die Kirchenglocken waren für die Kartäuserkirche Köln vorgesehen, konnten dort aber aus Platzgründen nicht eingesetzt werden. 
Der mit zweigeschossigen Emporen an drei Seiten ausgestattete Innenraum ist mit einem hölzernen Tonnengewölbe überspannt. Der Altar und die hinter ihm stehende Kanzel stammen aus der Bauzeit, das Taufbecken dagegen aus dem 17. Jahrhundert.